# Óscar Arias Sánchez
Pour les articles homonymes, voir Óscar Sánchez, Arias et Sánchez.
Oscar Arias Sánchez (né le 13 septembre 1940 à Heredia au Costa Rica) est un homme d'État costaricien.
Avocat, économiste, politologue et entrepreneur, il est président de la République du Costa Rica de 1986 à 1990 et de 2006 à 2010. Il est lauréat du prix Nobel de la paix en 1987.

## Biographie
Né d'une famille de riches exploitants de café, Oscar Arias Sánchez fait ses études au Costa Rica, avant de partir à Boston puis à Londres. Ayant adhéré au Parti de la libération nationale (PLN) dans les années 1970, il est nommé ministre de la Planification nationale et des Politiques économiques du président José Figueres Ferrer, élu en 1972, avant de devenir secrétaire général du PLN en 1979 et d'accéder à la présidence de la république à deux reprises.

### Première présidence

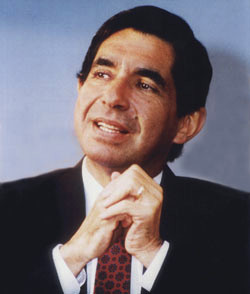
Óscar Arias Sánchez dans les années 1980.

Il est élu président de la République une première fois en 1986, avec un programme libéral. Son bulletin électoral inclut pour la première fois de l'histoire du pays une femme comme vice-présidente, Victoria Garrón.
Sur le plan économique, Arias Sánchez relance l'économie et fait baisser le chômage[réf. nécessaire]. Mais ce sont ses efforts pour la paix et sa féroce opposition au soutien des États-Unis aux Contras dans la guerre civile au Nicaragua qui marquent sa présidence. Sa posture de neutralité dans les conflits armés d'Amérique centrale lui permet d'apparaître comme un interlocuteur crédible, et il se fait le principal artisan d'un plan de paix – l'accord d'Esquipulas – signé par le Salvador, le Guatemala, le Honduras et le Nicaragua le 7 août 1987. Mais l'opposition des États-Unis rend difficile sa mise en œuvre. Il est pourtant récompensé cette même année par le prix Nobel de la paix. Il promeut également une meilleure intégration des États d'Amérique centrale et la création du Parlement centraméricain.
Au niveau national, il procède à une réforme du système éducatif, notamment en réintroduisant des épreuves académiques standardisées à la fin du niveau primaire et secondaire.

### Seconde présidence
Il tente plusieurs fois de faire supprimer de la constitution un article précisant l'interdiction pour un ancien président de concourir à une réélection. La divulgation de certains de ses propos, où il laissait entendre qu'il pouvait manipuler les juges de la Cour suprême, le met en difficulté. 
En 2003, il réussit finalement à faire sauter l'article embarrassant et est candidat en 2006 à l’élection présidentielle. L'ancien président Luis Alberto Monge dénonce alors un « coup d’État ». Il est élu avec 40,5 % des voix et entre en fonction le 8 mai. En 2007, il reconnaît la République populaire de Chine, cinquante-huit ans après la fondation de celle-ci. Il tient un rôle ambigu durant le coup d’État au Honduras contre Manuel Zelaya.

### Après la seconde présidence
Malgré le bilan mitigé de son deuxième mandat, il reste populaire auprès de la population costaricienne[réf. nécessaire]. En juillet 2009, il assure, à la demande des États-Unis et de l'OEA, la médiation entre le gouvernement de facto de Roberto Micheletti, au Honduras, et le président de jure, Manuel Zelaya, renversé par le coup d’État de juin 2009.
Il est membre de la fondation PeaceJam et membre d'honneur du Club de Budapest.
Il est visé par deux plaintes pour agression sexuelle, mais dément les accusations portées contre lui,.

## Publications
- 1970 : Grupos de presión en Costa Rica
- 1976 : Quién gobierna en Costa Rica
- 1977 : Democracia, independencia y sociedad latinoamericana
- 1978 :  Los caminos para el desarrollo de Costa Rica
- 1979 : Nuevos rumbos para el desarrollo costarricense
- 2005 : Hagamos juntos el camino (Discours, articles et essais)